# Melissa Nungaray
Melisa Berenice Nungaray Blanco (n. 1998, Guadalajara, Mexic) este o poetă, scriitoare, editoare și promotoare culturală mexicană. A fost recunoscută pentru debutul său timpuriu în literatură și pentru cariera sa prolifică în poezia contemporană din Mexic și din străinătate.

## Biografie
Melisa Nungaray a obținut o licență în limba și literatura spaniolă la Universitatea Autonomă a Statului Mexic, unde a absolvit cu mențiune pentru teza sa intitulată Călătoria mitică și mistică în poemul extins Migraciones (1976-2020) de Gloria Gervitz. În prezent, urmează un master în Studii Umaniste și Literare la aceeași universitate.
Și-a publicat primul volum de poezii la vârsta de șapte ani, intitulat Raíz del cielo (2005). De atunci, și-a dezvoltat o carieră literară prolifică, participând la evenimente, conferințe și festivaluri de poezie la nivel național și internațional. Textele sale au fost traduse în greacă, italiană și uzbecă.
Între 2002 și 2011 a colaborat la programul Dimensión Colorida de la Radio Universidad de Guadalajara, realizând reportaje, interviuri și povestind povești. De asemenea, a participat la alte programe radio precum Teleférico, De pico picorendo și Jalisco en la hora nacional. În 2014, a colaborat la suplimentul Perfil Cultura al ziarului Mural, realizând interviuri în cadrul Fiera Internazionale del Libro di Guadalajara.
Încă de la primul său volum, Nungaray a susținut conferințe și întâlniri pentru promovarea lecturii în diverse instituții educaționale. A participat la întâlniri literare precum Prima Întâlnire Națională a Poeților din Mariano Escobedo, Veracruz (2016), VII Întâlnire de Poezie Transvolcanică (2016), A 3-a și a 4-a Târg Ibero-American al Literelor din Toluca (2016, 2017) și Festivalul Internațional de Poezie din Mexic (2018), printre altele.
În 2014 a obținut locul al doilea la Premiul Național de Poezie Tânără "Jorge Lara". În 2017, a fost bursieră la Festivalul Interfaz ISSSTE-Cultura Los Signos en Rotación din San Luis Potosí.
Nungaray este directoarea revistei literare En la Masmédula (www.enlamasmedula.com), un spațiu dedicat promovării literaturii contemporane. De asemenea, colaborează cu diverse publicații digitale precum Diario16, Diario Siglo XXI, Revista Todo Literatura și El Siglo.

## Publicații (selecție)
- Raíz del cielo (autoare). Mexic: Secretaría de Cultura de Jalisco/Literalia, 2005
- Alba-vigía (autoare). Mexic: La Zonámbula, 2008
- Sentencia del fuego (autoare). Mexic: La Cartonera, 2011
- Travesía: Entidad del cuerpo (autoare). Mexic: La Zonámbula, 2014
- El cielo cae a voces (autoare). Mexic: Secretaría de Cultura y Turismo del Gobierno del Estado de México/Universidad Autónoma del Estado de México, 2023

## Premii
- Premiul Național de Poezie pentru Tineret Jorge Lara 2014, acordat de Secretaría de la Cultura y las Artes (Sedeculta)
- Mențiune de onoare la Premiul Caminos de la Libertad 2022, ediția a 13-a a Concursului pentru tineri. Acordat de Centrul Ricardo B. Salinas Pliego (Centrul RBS).

## Participare la evenimente și conferințe
Pe parcursul carierei sale, Melissa Nungaray a participat la numeroase întâlniri literare și târguri de carte la nivel național și internațional. În 2006, și-a prezentat prima carte, Raíz del cielo, la Capilla Elías Nandino din Ex Convento del Carmen și la Târgul Internațional de Carte din Guadalajara. În anii următori, a fost recunoscută pentru prezentarea volumelor Alba-vigía (2008) și Travesía: Entidad del cuerpo (2014) în locuri precum Librăria José Luis Martínez a Fondo de Cultura Económica.

A fost invitată la Târgul Internațional de Carte de la Palatul Minería, la Târgul Internațional de Carte din Guadalajara și la Târgul Internațional de Lectură din Yucatán, unde a susținut conferințe și lecturi ale operelor sale. De asemenea, a participat la evenimente literare precum Întâlnirea Scriitorilor pentru Ciudad Juárez la Ecatepec și Reuniunea de Poezie Transvolcanică. Activitățile sale de promovare culturală includ, de asemenea, colaborări în suplimentul Perfil Cultura al ziarului Mural și inițiative pentru încurajarea lecturii în instituții educaționale.

## Influență și recunoaștere
Melissa Nungaray a fost menționată în diverse publicații ca una dintre cele mai importante tinere scriitoare din Mexic. Lucrările sale au fost incluse în Enciclopedia de la Literatura Mexicana și în Dicționarul Scriitorilor Mexicani ai Secolului XXI. De asemenea, figurează în Fonoteca Spaniolă de Poezie Contemporană, consolidându-și astfel influența în poezia contemporană.